# Christophe Wahl
Pour les articles homonymes, voir Wahl (homonymie).
Christophe Wahl, né le 29 septembre 1967, est un joueur et entraineur suisse de hockey sur glace.

## Carrière de joueurs
- 1984-1990 HC Ajoie (LNB-LNA)
- 1990-1994 HC Lugano (LNA)
- 1994-1998 HC Bienne (LNA et LNB)

## Carrière d'entraineur
- 2003-2004 HC Moutier (1re Ligue) (entraineur)
- 2005-2005 Sélection Romande tournois Pee-Wee (entraineur des gardiens)
- 2005-2006 HC Nord Vaudois (2e Ligue et 1re Ligue) (entraineur)
- 2007-2008 HC Bienne (LNB) (entraineur des gardiens)
- 2009-2010 HC Franches-Montagnes (1re ligue) (entraineur assistant)

## Palmarès
- Promotion en LNB en 1985 avec le HC Ajoie
- Promotion en LNA en 1988 avec le HC Ajoie
- Champion Suisse de LNA en 1990 avec HC Lugano
- Champion Suisse LNB en 2008 avec le HC Bienne (entraineur des gardiens)
- Promotion en LNA en 2008 avec le HC Bienne (entraineur des gardiens)

## Référence
Fiche de carrière sur www.eurohockey.com